# Катедрала на Баграт
Съборната църква „Успение на Пресвета Богородица“ в Грузия, повече известна като Катедрала на Баграт (на грузински: ბაგრატი; ბაგრატის ტაძარი, Bagratis tadzari), също Кутаиска катедрала или Катедрала на Кутаиси, е построена в началото на XI век при управлението на грузинския цар Баграт III (960 – 1014). Тя е бивш обект на световното наследство.
Намира се провинция Имеретия, град Кутаиси, на хълма Укимериони. Представлява шедьовър на средновековната грузински архитектура. Силно е пострадала в продължение на векове и е възстановена в днешния си вид постепенно от 1950-те години до 2012 г.

## История
При нахлуване на османски войски в Имеретското царство куполът на катедралата е разрушен през 1692 г.
Консервационните и реставрационните дейности, както и археологическите проучвания на катедралата започват през 1950-те години под ръководството на грузинския архитект Вахтанг Цинцадзе. Реставрационните дейности се ръководят от Цинцадзе, разделени на 6 етапа, които продължават няколко десетилетия до 1994 г. През същата година катедралата на Баграт и манастирът Гелати са включени заедно (с общо име) в Списъка на Световното културно наследство на ЮНЕСКО. През 2001 г. правото на собственост върху катедралата е преведено от държавата на Грузинската православна църква. Религиозните служби са ограничени, но тя привлича много поклонници и туристи. Катедралата често се използва като символ на град Кутаиси, като основна туристическа атракция. Международният съвет за паметниците, обезпокоен от влошаването на състоянието на катедралата, отбеляза през 2008 г., че усилията за опазване от страна на правителството не трябва да включват реконструкции, които ще се отразят на историческа стойност на обекта.
През 2010 г. под ръководството на италианския архитект Андреа Бруно започват възстановителни дейности, насочени към връщане на катедралата. През юли 2010 г. ЮНЕСКО поисква прекратяване на строителството на територията на църквата и я вписва в списъка на световното наследство в риск. ЮНЕСКО включва катедралата в списъка на застрашените обекти на световното наследство отчасти заради продължаваща реконструкция, с която има опасения да повлияе на структурната цялост и автентичност на обекта.
През 2011 г. от ЮНЕСКО призова грузинските власти да се разработи стратегия за нейната рехабилитация, като се премахнат някои от промените, направени в обекта през последните години. Някои от тези промени могат да бъдат „почти необратима“. Въпреки това работите по реконструкцията на храма продължават.
На 17 юни 2012 г. католикос-патриархът на цяла Грузия Илия II призовава да се прекратят извършваните работи и всички детайли на възстановяването да се съгласуват със специалистите на ЮНЕСКО.
През 2013 г. архитект Андреа Бруно е удостоен от грузинската държава със златен медал за работата му по реконструкцията на катедралата Баграти. Впоследствие от Университета във Ферара получава за този проект международна награда в областта на реставрацията и консервацията.
През 2017 г. ЮНЕСКО изважда Катедралата на Баграт от списъка на обектите на световното наследство, тъй като реконструкцията е нанесла ущърб на нейната цялостност и автентичност. Това решение запазва статута на манастира Гелати като обект на световното наследство .
В катедралата е погребан Георг I – цар на Грузия.